# Wapen van Zwalm

Het wapen van Zwalm

Het wapen van Zwalm werd op 3 september 1980  per koninklijk besluit aan de Oost-Vlaamse gemeente Zwalm toegekend. De bekendmaking volgde op 16 oktober dat jaar in het Belgisch Staatsblad.

## Blazoenering
De blazoenering luidt als volgt:
Gevierendeeld 1. in goud een leeuw van sabel, geklauwd en getongd van keel, en een uitgeschulpt omboordsel van keel 2. in keel drie sleutels van goud 3. in lazuur een leeuw gedwarsbalkt van zeven stukken van zilver en van keel, geklauwd, getongd en gekroond van goud 4. in goud een leeuw van sabel, geklauwd, getongd en gekroond van keel met een smalle schuinbalk van keel over alles heen; hartschild: gekeperd van twaalf stukken van goud en van keel.
Het wapen van Zwalm bestaat uit vier velden (kwartieren genaamd) met in het midden een apart hartschild. Het eerste kwartier heeft een gouden kleur met daarop een zwarte leeuw met rode tong en nagels. Rondom dit kwartier is een rode geschulpte rand geplaatst. In het tweede kwartier staan drie gouden sleutels op een rode ondergrond. Het derde kwartier is blauw met daarop een leeuw bestaande uit vier zilveren en drie rode dwarsbalken. Het laatste kwartier lijkt op het eerste kwartier: een zwarte leeuw met rode nagels en tong op een gouden achtergrond. Maar deze leeuw heeft daarnaast een rode kroon en in plaats van een rode rand loopt er een rode schuinbalk over de leeuw heen.

## Geschiedenis
De gemeente Zwalm is in 1977 ontstaan uit een fusie tussen Munkzwalm en Nederzwalm-Hermelgem. Bij het ontwerpen van het nieuwe wapen is gekozen voor symbolen waarin alle deelgemeenten zich kunnen herkennen. Alle wapenelementen komen daarom uit voorgaande wapens.
Munkzwalm was in 1970 ontstaan uit de gemeenten Beerlegem, Dikkele, Hundelgem, Meilegem, Munkzwalm, Paulatem, Roborst, Rozebeke, Sint-Blasius-Boekel, Sint-Denijs-Boekel en Sint-Maria-Latem. Nederzwalm-Hermelgem is in 1849 gevormd uit Nederzwalm en Hermelgem.
Het eerste kwartier komt uit het wapen van Beerlegem. In dat wapen heeft het hartschild een eigen hartschild: goud beladen met een zwarte leeuw en een uitgeschulpte zwarte zoom. Dit hartschild is in het nieuwe wapen teruggekomen op de plek van het eerste kwartier. Dit wapen is via de schepenbank afkomstig van familie Rodriguez de Evora y Vega. In het nieuwe wapen kon vanwege de complexiteit van het oude wapen van Beerlegem niet gekozen worden om het gehele wapen in het nieuwe wapen op te nemen. Dit deel is eigenlijk afkomstig uit het wapen van het Land van Rode, wat weer gebaseerd was op het wapen van Robrecht van Béthune
Het tweede kwartier toont het wapen van de Sint-Pietersabdij uit Gent en symboliseert Dikkele. Van de heerlijkheid Dikkele-Meierij is geen eigen wapen bekend.
Van de heerlijkheid Munkzwalm, dat in het bezit was van de Gentse Sint-Baafsabdij, is wel een zegel bekend. Het schepenbankzegel, uit 1776, van deze heerlijkheid toont het wapen van de abdij. Dit wapen is in het derde kwartier geplaatst, als symbool voor de voormalige gemeente Munkzwalm.
Het vierde kwartier toont het wapen van de graaf van Namen, waar Sint-Denijs-Boekel bij hoorde.
De gemeenten of plaatsen Nederzwalm, Paulatem, Meilegem en Sint-Maria-Latem hadden geen eigen wapen omdat zij onderdeel uit hebben gemaakt van de baronie van Gavere. Rozebeke en Sint-Blasius-Boekel hadden wel een eigen schepenbank, al behoorden zij tot de baronie van Schorisse, maar hier is geen eigen wapen van bekend. Het land van Zottegem had Hundelgem en Roborst in bezit, elk met een eigen schepenbank waarvan geen zegels bekend zijn.
Het wapen toont dus elementen voor Beerlegem, Dikkele, Munkzwalm, Sint-Denijs-Boekel en de acht parochies van Egmond (de baronie van Gavere, baronie van Schorisse en het Land van Zottegem waren in het bezit van het huis Egmont). De parochies worden in het hartschild getoond, door het wapen van het huis Egmont.

## Vergelijkbare wapens
Het wapen van Zwalm is onder andere afgeleid van het wapen van de Sint-Baafsabdij, dit geldt ook voor de volgende wapens die daardoor op historische gronden vergeleken kunnen worden met het wapen van Zwalm.

Wapen van de Sint-Baafsabdij
Wapen van Lochristi
Het oude wapen van Sint-Martens-Latem
Wapen van Sint-Lievens-Houtem
Wapen van Sint-Martens-Latem
Wapen van Bornem

Het wapen kan ook vergeleken worden met andere wapens, waaronder:

Het wapen van Namen
Wapen van de familie Egmont
Het wapen van Robrecht van Kassel